# 長頜魚
長頜魚（学名：Mormyrus caschive），為輻鰭魚綱骨舌魚目象鼻魚科的其中一種。分布於非洲尼羅河、愛德華湖、亞伯特湖等流域，體長可達100公分，屬肉食性，以水生昆蟲、蠕蟲等為食，可做為觀賞魚。